# (4920) Gromov
(4920) Gromov es un asteroide perteneciente al cinturón de asteroides, descubierto el 8 de agosto de 1978 por Nikolái Stepánovich Chernyj desde el Observatorio Astrofísico de Crimea (República de Crimea).

## Designación y nombre
Designado provisionalmente como 1978 PY2. Fue nombrado Gromov en honor al piloto ruso Mikhail Gromov Mijáilovich que estableció el récord mundial para el vuelo de larga distancia en el año 1934 cuando su avión voló más de 12000 kilómetros.

## Características orbitales
Gromov está situado a una distancia media del Sol de 2,688 ua, pudiendo alejarse hasta 2,921 ua y acercarse hasta 2,455 ua. Su excentricidad es 0,086 y la inclinación orbital 2,428 grados. Emplea 1610 días en completar una órbita alrededor del Sol.

## Características físicas
La magnitud absoluta de Gromov es 13.